# Maurice Far Eckhard Tió
Maurice Far Eckhard Tió (nascido em 26 de julho de 1983) é um ciclista paralímpico espanhol. Participou, representando a Espanha, dos Jogos Paralímpicos de Atenas 2004, Pequim 2008 e Londres 2012.

## Vida pessoal
Natural de Barcelona, Maurice tem paralisia cerebral. Em 2013, foi agraciado com a medalha de bronze da Real Ordem ao Mérito Esportivo.